# Clara Westhoff
Clara Westhoff, née le 21 septembre 1878 à Brême et morte le 9 mars 1954 à Fischerhude, est une sculptrice allemande. 
Dès l'âge de dix-sept ans, Clara Westhoff se rend à Munich pour y fréquenter une école d'art privée. En 1898, elle part pour Worpswede afin d'y apprendre la sculpture sous l'égide de Fritz Mackensen. C'est là qu'elle fait la connaissance de Paula Modersohn-Becker, dont elle devient l'une des meilleures amies. 
Clara Westhoff continue sa formation à Leipzig, puis à Paris en 1900, auprès d'Auguste Rodin. 
Une année plus tard, elle épouse le poète Rainer Maria Rilke à Worpswede. De cette union naît une fille unique, Ruth. Le couple se sépare un an plus tard. 
Clara Westhoff s'installe en 1919 à Fischerhude avec sa fille Ruth. Elle y meurt en 1954.